# 太陽ノ紅響曲
「太陽ノ紅響曲」（たいようのアリア）は、佐藤ひろ美の楽曲。上松範康が作詞・作曲を手掛けた。佐藤のメジャー13枚目、および通算22枚目のシングルとして2008年6月25日にb-fairy recordsから発売された。

## 概要
佐藤のソロシングルとしては前作「サヨナラ」以来、約10か月ぶりのリリースとなる。
初回限定盤と通常盤の2種仕様で発売され、佐藤にとって最初にして唯一の2形態でのシングルリリースとなる。初回限定盤には表題曲のプロモーションビデオとメイキング映像を収録したDVDが同梱されている。ジャケット写真は、限定版が佐藤本人のビジュアルが使用されており、通常版がの『ギャラクシーエンジェル』のメインキャラクター8人のイラストが描かれている。
表題曲はPlayStation 2用ゲームソフト『GALAXY ANGEL II 永劫回帰の刻』のオープニングテーマとして使用された。『ギャラクシーエンジェル』のゲーム主題歌を担当するのは「Cause your love 〜白いmelody〜」以来4作目となる。カップリング曲は同ゲームの挿入歌として使用された。

## チャート成績
初週1,235枚を売り上げ、2008年7月7日付オリコン週間シングルランキングで初登場86位を獲得した。チャート登場回数は2回。累計1,597枚のセールスを記録した。

## シングル収録内容
| #         | タイトル                    | 作詞      | 作曲      | 編曲      | 時間  |
| --------- | --------------------------- | --------- | --------- | --------- | ----- |
| 1.        | 「太陽ノ紅響曲」            | 上松範康  | 上松範康  | 菊田大介  | 5:09  |
| 2.        | 「INTENTION」               | 園田凌士  | 藤田淳平  | 藤田淳平  | 4:02  |
| 3.        | 「太陽ノ紅響曲」(off vocal) |           |           |           | 5:08  |
| 4.        | 「INTENTION」(off vocal)    |           |           |           | 4:00  |
| 合計時間: | 合計時間:                   | 合計時間: | 合計時間: | 合計時間: | 18:19 |

## 収録アルバム
| 曲名         | 収録アルバム                   | 発売日        | 備考                                        |
| ------------ | ------------------------------ | ------------- | ------------------------------------------- |
| 太陽ノ紅響曲 | メリー!メリーゴーランド        | 2009年2月4日  |                                             |
| 太陽ノ紅響曲 | ギャラクシーエンジェル ベスト  | 2009年3月25日 | 「太陽ノ紅響曲-electrical flare」として収録 |
| 太陽ノ紅響曲 | 佐藤ひろ美 THE BEST -Sky Blue- | 2010年9月22日 |                                             |